# La verità secondo Maureen K.
La verità secondo Maureen K. (La Syndicaliste) è un film del 2022 diretto da Jean-Paul Salomé, con protagonista Isabelle Huppert.
È l'adattamento cinematografico del libro di Caroline Michel-Aguirre La Syndicaliste, sulla storia della sindacalista Maureen Kearney.

## Trama
Maureen Kearney, sindacalista della CFDT e segretaria del comitato aziendale europeo di Areva, multinazionale francese leader del nucleare, è apprezzata dai dipendenti e al contempo mantiene buoni rapporti coi vertici. Nel 2012 un informatore la mette al corrente delle trattative segrete tra EDF, Areva e la cinese CGNPC che, tramite intermediari commerciali, consentirebbero trasferimenti di tecnologia nucleare, minacciando il futuro di 50 000 operai di Areva e dell'intera industria nucleare francese.
Maureen decide di denunciare questo progetto al pubblico, scontrandosi col nuovo amministratore delegato di Areva, Luc Oursel. Con tutto l'intersindacato di Areva, continua comunque a guidare l'opposizione a questo accordo, parlando con politici e media fino a riuscire a farsi prestare ascolto dal ministro dell'economia Montebourg. Il 17 dicembre 2012, giorno dell'incontro fissato col presidente François Hollande, Maureen è vittima di uno stupro in casa sua che la lascia bendata, imbavagliata, legata a una sedia e con una "A" incisa sul ventre e una minaccia: «questo è il secondo avvertimento, non ce ne sarà un terzo». Recatasi dalla polizia, viene sospettata di aver inscenato l'aggressione a causa delle scarse prove rinvenute. Comincia così il suo calvario giudiziario, in quanto condannata per falsa denuncia dopo aver accettato di cambiare versione e di aver immaginato i fatti sopra descritti. Dichiaratasi innocente in tribunale, e dunque decidendo di tornare alla versione iniziale, viene dichiarata colpevole. Decide quindi di fare appello studiando approfonditamente le carte del proprio fascicolo, quando una di quelle sere un misterioso incendio nello scantinato gli brucia parte dell'archivio. Nel frattempo Maureen entra in contatto con una donna che, sei anni prima, aveva avuto un'aggressione quasi identica. Assolta in appello, non viene comunque riaperta l'indagine sulla sua aggressione.
Negli anni a venire, la gestione delle centrali nucleari francesi verrà affidata ai cinesi con solo 1.200 dipendenti di Areva rimasti in forze.

## Distribuzione
È stato presentato in anteprima il 2 settembre 2022 alla 79ª Mostra internazionale d'arte cinematografica di Venezia nella sezione "Orizzonti". È stato distribuito nelle sale cinematografiche francesi a partire dal 1º marzo 2023 da Le Pacte e in quelle tedesche dal 27 aprile da Weltkino. È stato distribuito nelle sale cinematografiche italiane da I Wonder Pictures a partire dal 21 settembre 2023.